# Zampalma
Zampalma é uma aldeia de São Tomé e Príncipe, localiza-se no distrito de Mé-Zóchi, ilha de São Tomé, próxima às localidades de Zampalma Velha e de Trás-os-Montes.